# Riesen-Eukalyptus
Der Riesen-Eukalyptus (Eucalyptus regnans), auch Königs-Eukalyptus genannt, ist eine Pflanzenart aus der Gattung der Eukalypten (Eucalyptus) innerhalb der Familie der Myrtengewächse (Myrtaceae). Sie ist in Australien beheimatet und der höchste Bedecktsamer der Welt.

## Beschreibung
Der Riesen-Eukalyptus wächst als immergrüner Baum, der ein Alter von über 400 Jahren erreichen kann. Der Riesen-Eukalyptus ist ausgesprochen schnellwüchsig; an bevorzugten Standorten kann er Wuchshöhen von 65 Metern in 50 Jahren erreichen. Er gilt als der höchste Laubbaum der Welt, möglicherweise sogar als der höchste Baum überhaupt. Bei einem 1872 gefällten Exemplar aus Victoria sollen 132 Meter an Höhe gemessen worden sein. Die Messung durch einen Förster ist zwar gut dokumentiert, erscheint einigen Fachleuten dennoch unplausibel aufgrund des physikalisch begrenzten Wassertransports im Baum. Das höchste derzeit lebende Exemplar „Centurion“, in Tasmanien stehend, ist allerdings „nur“ 99,6 Meter hoch und damit deutlich kleiner als mehrere über 110 Meter hohe Exemplare des Küstenmammutbaums (Sequoia sempervirens) in Kalifornien, und immer noch kleiner als ein 2018 auf 100,8 m Hohe vermessener Gelber Merantibaum auf Borneo, welcher der derzeit höchste bekannte lebende Laubbaum ist.
Der Stammdurchmesser erreicht über 4,5 Meter, selten bis über 6,5 Meter. Es werden Brettwurzeln gebildet. Der Riesen-Eukalyptus bildet eine schmale Baumkrone an einem geraden Stamm aus. Die sich in Streifen abschälende Borke ist an den untersten 5 bis 15 Metern bräunlich, fibrös, gefurcht und rau, darüber gräulich sowie eher glatt.
Die wechselständigen Laubblätter sind in Blattstiel und -spreite gegliedert. Der Blattstiel ist rötlich und bis 2,5 Zentimeter lang. Die einfache, grüne bis grau-grüne, ganzrandige und spitze Blattspreite ist bei einer Länge von 9 bis 23 Zentimetern und einer Breite von 1,5 bis 5 Zentimetern eilanzettlich und oft sichelförmig. Die Nebenblätter fehlen.
Die 9 bis 15 Blüten sitzen in einem achselständigen und zymösen bis doldigen, wenigblütigen Blütenstand zusammen. Die zwittrige und kurz gestielte Blüte ist bei einem Durchmesser von etwa 1 Zentimetern radiärsymmetrisch. Die Kalyptra wird abgeworfen. Es sind viele lange Staubblätter vorhanden und der unterständige Fruchtknoten ist drei- bis vierkammerig.
Die kleinen, verkehrt-kegelförmigen Kapselfrüchte mit drei bis vier Klappen sind 5 bis 9 Millimeter lang und 4 bis 7 Millimeter breit.

## Vorkommen
Die Heimat des Riesen-Eukalyptus liegt im südöstlichen Australien im Bundesstaat Victoria und auf der Insel Tasmanien. Er wächst dort in kühleren Regionen mit einem hohen Jahresniederschlag von über 1200 mm. Seine Vorkommen reichen in Höhenlagen von bis zu 1000 Metern.

## Nutzung
Der Riesen-Eukalyptus wird in starkem Umfang forstwirtschaftlich angebaut; die Bestände an verbliebenen Urwaldgebieten mit alten Baumriesen schwinden durch Abholzung zusehends. Das Holz des Riesen-Eukalyptus wird unter anderem für die Papierherstellung verwendet.